# إنتوبيا
الإنتوبيا هي وسيلة محاكاة للإدارة الإستراتيجية، وتُستخدم في مجموعةٍ متنوعةٍ من الدورات النهائية للدارسين والخريجين الجامعيين. ويتم استخدامها لتعليم الطلبة مفاهيم الإدارة الإستراتيجية في عالم الإنترنت الصوري المعروف باسم إنتوبيا. وتتيح الإنتوبيا للطلبة والمديرين التنفذيين ممارسة مهاراتهم في وقت محدد حيث يمكنهم الحصول على ردود فعل فورية على قرارتهم.
وقد تم استخدامها كوسيلة لتعليم الإستراتيجية في 55 جامعة على مستوى العالم، من بينهم جامعة شيكاغو وكامبردج. وتم إنشاء النسخة الأولى للإنتوبيا في عام 1963.

## الميزات الرئيسية
الإنتوبيا هي عالم خيالي مكون من أربعة مناطق، وبحدٍ أقصى أربع عملات. ويوجد في هذا العالم العديد من الشركات المتنافسة والتي يمكن أن تنتج بحدٍ أقصى نوعين من المنتجات مختلفة الأنواع. وتندرج هذه المنتجات في فئتين متميزتين من السلع الاستهلاكية المعمرة - المرمز لها بالرمزين س وص، على الرغم من أن س وص قد يمثلان منتجات مختلفة في كل عملية محاكاة.
يتعين على كل شركة اتخاذ قرارت بخصوص الفترات الحالية والمستقبلية. كما أن أي قرار أحادي الجانب في أية شركة يتراوح من طرح منتجات جديدة، وتنفيذ البحث والتطوير وزيادة الإنتاج، وبدء أبحاث عن السوق، وتحديد أسعار ومبيعات/العروض الترويجية لمنتجاتها. وبالإضافة إلى ذلك، هناك العديد من الأعمال المشتركة بين الشركات، حيث تتمتع كل شركة بالقدرة على التسويق أو البيع للشركات الأخرى.
وبالإضافة إلى إنتاج منتجات س وص، يمكن للشركات أن تختار تقديم خدمات التأمين، أو تقديم خدمات مالية أو تحليلية، أو ترخيص منتجات جديدة لكسب إيرادات.
وكل قرار له تأثير على القاعدة الأساسية للشركة والتي يظهر تأثيرها في نهاية الفترة، بعد إجراء عملية المحاكاة.

## وصلات خارجية
- Official website
- Official blog